# Südpunkt
Der Südpunkt ist in der sphärischen Astronomie der südliche Schnittpunkt von Meridian und Horizont des Standorts. Er stellt damit einen der vier Haupt- oder Kardinalpunkte (lateinisch plagae cardinales) dar, mit denen die vier Himmelsrichtungen (früher auch Weltgegenden) zu bestimmen sind.
Der Südpunkt dient oft als Nullpunkt für die Zählung des Azimuts, das gemeinsam mit dem Höhenwinkel als topozentrische Koordinaten im üblichen Horizontsystem die Position von Himmelsobjekten angibt. Der Durchgang eines Objekts, beispielsweise der Sonne, durch den Meridian des Standortes über dem Südpunkt (also unter einem Azimut a = 0) ist ein Meridiandurchgang.
Im Fall der Sonne ist der Zeitpunkt des täglichen oberen Meridiandurchgangs der Mittag, 12 Uhr wahre Ortszeit (WOZ). Die dann jeweils im Mittagspunkt über dem Südpunkt erreichte Mittagshöhe entspricht wegen der veränderlichen Deklination der Sonne nicht genau dem Erreichen der größten Höhe über dem Horizont eines Standorts. Gegenüber dem wahren Mittag kann sich der Zeitpunkt des Tagehöchststandes um wenige Sekunden verschieben. Dieser Scheitelpunkt des Tagbogens – der scheinbaren täglichen Sonnenbahn infolge der Erddrehung – wird astronomisch als Kulmination der Sonne bezeichnet oder deren Hochpunkt, Höchststand oder Klimax genannt. Der wahre Mittag kann in den westlichen Teilen Deutschlands und der Schweiz um fast eine Stunde von 12 Uhr mitteleuropäischer Zeit (MEZ) verschieden sein, beziehungsweise um fast zwei Stunden von 12 Uhr mitteleuropäischer Sommerzeit (MESZ).
In der Gnomonik, der Lehre von Sonnenuhren, wird der Endpunkt des von einem Gnomon beim höchsten Tagessonnenstand auf ebener Erde geworfenen Schattens auch als Mittagspunkt bezeichnet. Die Verbindung dieser Mittagspunkte, die sich im Lauf eines Jahres mit dem unterschiedlichen Tageshöchststand der Sonne verschieben, heißt auch Mittagslinie und zeigt die veränderliche Mittagshöhe am Standort bei gleicher wahrer Ortszeit auf.